# أل تود
أل تود (بالإنجليزية: Al Todd)‏ هو لاعب كرة قاعدة أمريكي، ولد في 7 يناير 1902 في تروي في الولايات المتحدة، وتوفي في 8 مارس 1985 في إلميرا في الولايات المتحدة.

## وصلات خارجية
- أل تود على موقعبيزبول رفرنس.كوم (الدوري الرئيسي) (الإنجليزية)
- أل تود على موقعبيزبول رفرنس.كوم (الدوري الثانوي) (الإنجليزية)